# Kaiserstraße 58 (Mönchengladbach)

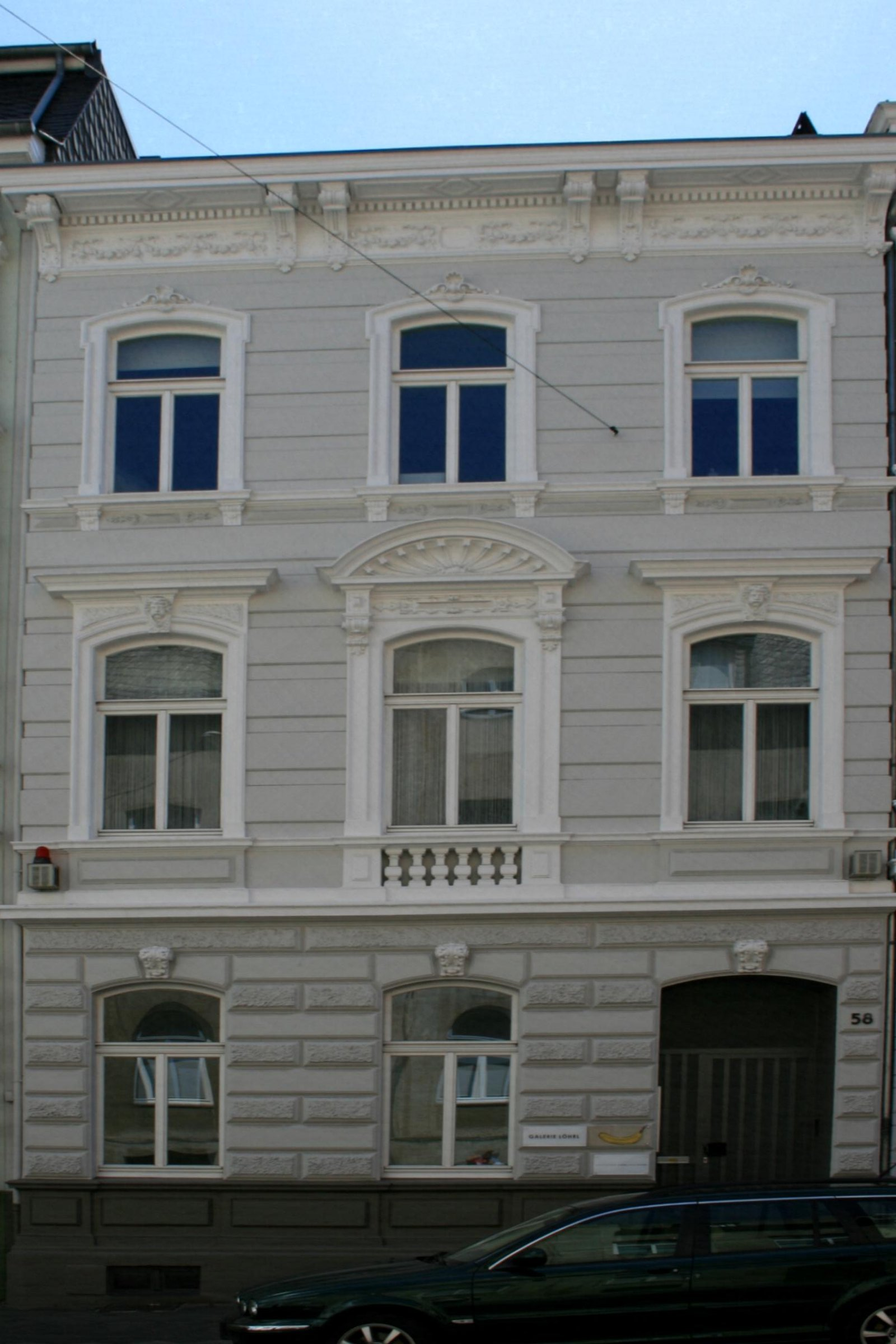
Wohnhaus (2010)

Das Wohnhaus Kaiserstraße 58 steht in Mönchengladbach (Nordrhein-Westfalen).
Das Gebäude wurde 1888 erbaut. Es wurde unter Nr. K 048  am 27. Februar 1991 in die Denkmalliste der Stadt Mönchengladbach eingetragen.

## Architektur
Das gegen 1888 errichtete Gebäude befindet sich als Teil eines historischen Ensembles im unteren, zwischen Albertus- und Bismarckstraße gelegenen Teilbereich der Kaiserstraße. Es handelt sich um ein traufständiges, dreigeschossiges, dreiachsiges Wohnhaus.